# Arctocebus calabarensis
Angwantibo du Nord, Arctocèbe de Calabar, Potto de Calabar
«  Potto de Calabar » redirige ici. Pour les autres significations, voir Potto et Calabar.
Espèce
Statut de conservation UICN

 NT  : Quasi menacé
Statut CITES
L'Angwantibo du Nord (Arctocebus calabarensis), également appelé Arctocèbe de Calabar ou Potto de Calabar,, est un des plus singuliers mammifères africains. C'est un primate qui a été découvert au Cameroun en 1860.
C'est un habitant des grandes forêts, qu'on cherchait vainement dans la brousse ou la savane. Il n'aime pas le soleil et fuit la lumière vive. Son domaine exclusif est la voûte des arbres et il ne descend jamais sur le sol. Assez rare dans les forêts à feuillages persistants, telle qu'elles existent dans la République démocratique du Congo, l'angwantibo est plus fréquent dans les forêts caducifoliées du golfe de Guinée. Son régime alimentaire consiste en feuillage tendre et fruits variés. Il est friand d'avocats et de bananes. Il recherche aussi les larves molles et les coléoptères.
La conformation de ses doigts opposables lui permet de s'agripper solidement aux rameaux. Il avance indifféremment sur une branche ou suspendu en dessous. Son corps très souple et ramassé lui assure une grande facilité de mouvement. Il est principalement actif à l'aube et dans les heures de la nuit. Pour dormir et se reposer, ce primate se suspend à une branche inclinée en tenant la tête vers le haut.
C'est la seule espèce de primate connue à posséder une membrane nictitante en état de marche.